# Team Ukyo
Das JCL Team Ukyo ist ein japanisches Radsportteam mit Sitz in Tokio im Bezirk Shibuya.

## Geschichte
2001 wurde vom ehemaligen Formel-1-Fahrer Ukyō Katayama das Team Ukyo zur Teilnahme an der japanischen Super-GT-Meisterschaft gegründet. Ab 2011 nahm es gemeinsam mit Good Smile Companys Team Studie GLAD Racing als GSR&Studie with TeamUKYO mit einem Miku-Hatsune-BMW Z4 an der Super GT teil.
2010 kooperierte Ukyō Katayama mit dem Radsportteam Utsunomiya Blitzen, 2012 registrierte er Team Ukyo als UCI Continental Team, das vornehmlich an den Rennen der UCI Continental Circuits teilnimmt. Seit 2023 wird das Team von den Italienern Alberto Volpi und Manuele Boaro geführt.

## Erfolge als Continental Team
| Rennserie                 | 2012 | 2013 | 2014 | 2015 | 2016 | 2017 | 2018 | 2019 | 2020 | 2021 | 2022 | 2023 | 2024 |
| ------------------------- | ---- | ---- | ---- | ---- | ---- | ---- | ---- | ---- | ---- | ---- | ---- | ---- | ---- |
| UCI ProSeries             | -    | -    | -    | -    | -    | -    | -    | -    | -    | -    | -    | -    | -    |
| UCI Continental Circuits  | -    | 2    | -    | -    | 8    | 16   | 5    | 6    | -    | -    | 11   | 7    | 15   |
| nationale Meisterschaften | -    | -    | -    | 1    | -    | 1    | -    | 1    | -    | -    | -    | 2    | 1    |

## Platzierungen in UCI-Ranglisten
UCI-Weltrangliste
| World Ranking | World Ranking | World Ranking            | World Ranking |
| Jahr          | Teamwertung   | Einzelwertung            |               |
| ------------- | ------------- | ------------------------ | ------------- |
| 2016          | —             | Óscar Pujol (253. )      |               |
| 2017          | —             | Benjamín Prades (140. )  |               |
| 2018          | —             | Benjamín Prades (299. )  |               |
| 2019          | 59.           | Benjamín Prades (324. )  |               |
| 2020          | 159.          | Kōhei Uchima (921. )     |               |
| 2021          | 135.          | Kōhei Uchima (728. )     |               |
| 2022          | 42.           | Benjamin Dyball (233. )  |               |
| 2023          | 41.           | Yūma Koishi (302. )      |               |
| 2024          | 32.           | Giovanni Carboni (302. ) |               |
|               |               |                          |               |
| Quelle: UCI   |               |                          |               |

UCI Africa Tour
| Saison    | Mannschaftswertung | Fahrerwertung          |
| --------- | ------------------ | ---------------------- |
| 2012      | -                  | -                      |
| 2013      | 20.                | Antonio Cabello (188.) |
| 2014-2016 | -                  | -                      |

UCI Asia Tour
| Saison | Mannschaftswertung | Fahrerwertung              |
| ------ | ------------------ | -------------------------- |
| 2012   | 68.                | Yoshimitsu Tsuji (323.)    |
| 2013   | 28.                | José Vicente Toribio (34.) |
| 2014   | 23.                | José Vicente Toribio (22.) |
| 2015   | 23.                | Kazushige Kuboki (80.)     |
| 2016   | 5.                 | Óscar Pujol (12.)          |

UCI Europe Tour
| Saison    | Mannschaftswertung | Fahrerwertung          |
| --------- | ------------------ | ---------------------- |
| 2012-2013 | -                  | -                      |
| 2014      | 117.               | Ido Zilberstein (814.) |
| 2015-2016 | -                  | -                      |